# 7360 Moberg
7360 Moberg (1996 BQ17) là một tiểu hành tinh vành đai chính được phát hiện ngày 30 tháng 1 năm 1996 bởi C.-I. Lagerkvist ở Đài thiên văn Nam Âu.